# Liste der Naturdenkmale in Dackenheim
Die Liste der Naturdenkmale in Dackenheim nennt die im Gemeindegebiet von Dackenheim ausgewiesenen Naturdenkmale (Stand 4. März 2024).

## Naturdenkmale
| Nr.         | Bezeichnung           | Lage                                      | Beschreibung                                                 | Bild                                    |
| ----------- | --------------------- | ----------------------------------------- | ------------------------------------------------------------ | --------------------------------------- |
| ND-7332-248 | Lößhohl in Dackenheim | südöstlich des Ortes entlang der K 2 Lage | Hohlwegstrukturen mit Lösswänden; flächenhaftes Naturdenkmal | Direkt Bild zu diesem Denkmal hochladen |